# 三国演义系列
三国演义是由台湾智冠科技股份有限公司出版的回合制策略游戏系列。单机版至2000年为止一共发行了3代，另外还发行了网络版的《三国演义OnLine》。
《三国演义》第一代于1991年发行，游戏模仿日本光荣公司的三国志系列，在系统上采用了当时先进的语音系统，界面具有强烈的中国古典文化风格，因此发行后广受好评，游戏销量达17万套，成为台湾电脑游戏史上销量最高的游戏之一。
《三国演义II》于1996年发行，由于一代的成功，这个作品曾大受期待，但实际上该作品存在诸多不合理设定，最令人不能忍受的是BUG过多，最终该作品未能再次获得成功。
《三国演义III》于2000年发行，是智冠三国演义系列单机版的最后一代，由“太阳神工作室”制作。游戏设计过于一般，和同期光荣公司发行的《三国志VII》相比并没有亮点，再加上仍然存在过多的Bug，令该作品市场反应不佳。